# Hydrofob interaktion

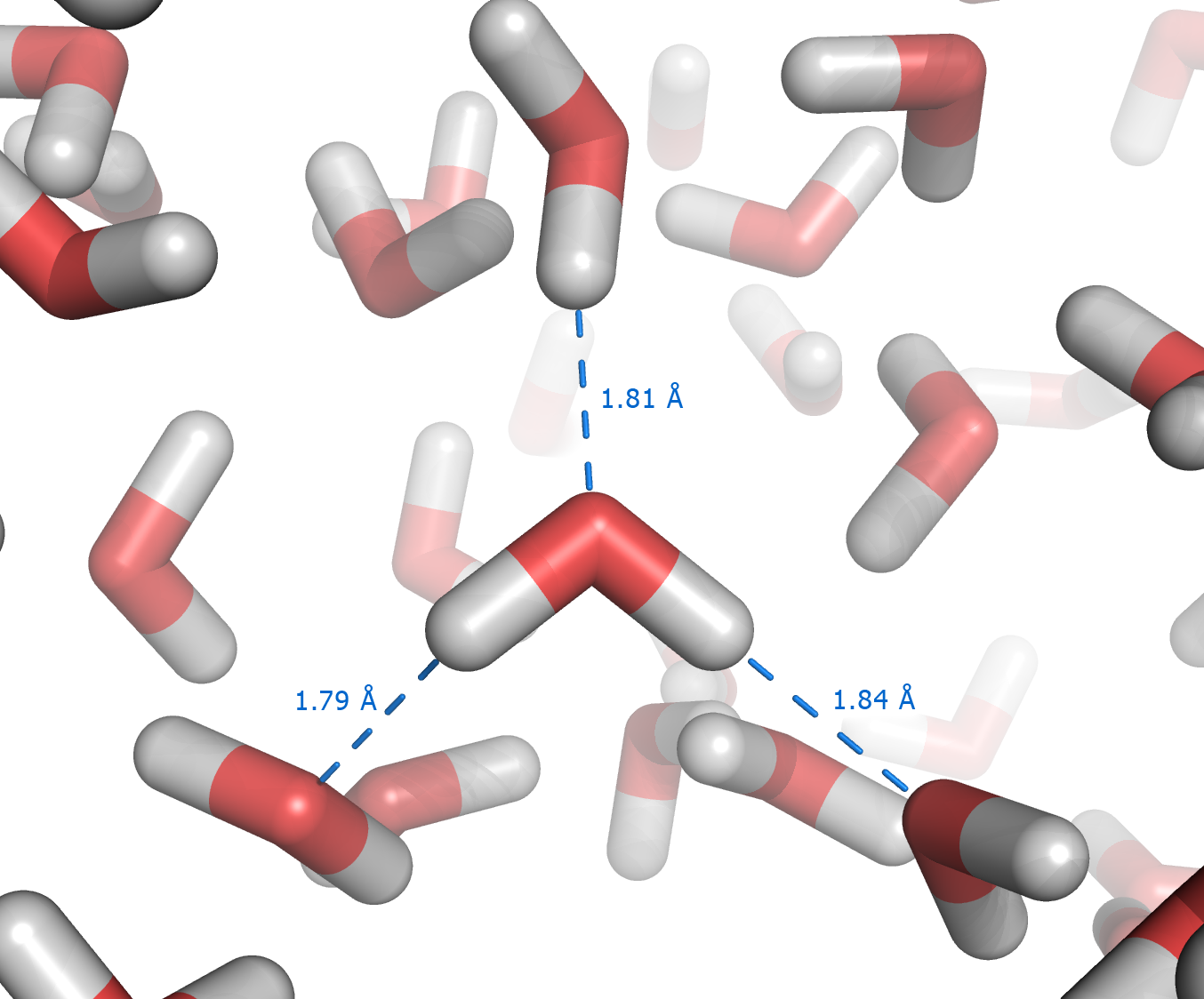

Hydrofob interaktion är en typ av kemisk bindning, där två molekyler i en vattenlösning hålls ihop för att de har hydrofoba (vattenskyende) ytor som det omgivande vattnet inte vill samverka med. 
Enligt termodynamiken söker materien efter att ha så låg fri energi som möjligt. Molekyler som är kemiskt bundna till varandra befinner sig i ett lägre energitillstånd än obundna molekyler. De hydrofoba ytorna kan inte interagera kemiskt med det polära vattnet, och binder därför till andra hydrofoba, opolära ytor. En större partikel är mer energimässigt fördelaktig än två små, så molekylerna håller ihop trots att de inte attraheras till varandra elektriskt. Den stora effekten är dock entropisk och finns hos lösningsmedlet; eftersom vattnet inte kan bilda vätebindningar eller dipolbindningar till en opolär yta måste det ha hög ordning (låg entropi) i kontakten med ytan. Går två hydrofoba ytor samman frigörs det högt ordnade vattnet och en entropivinst sker. En följd av detta är att hydrofob interaktion är svagare vid lägre temperatur.
Hydrofob interaktion är vanligt förekommande inom biokemin, där stora molekylkomplex vistas i vattenlösning i blodet såväl som övriga kroppen. Globulära proteiners tredimensionella struktur bestäms delvis av att de hydrofoba delarna förs mot varandra i mitten medan proteinet visar sina polära, vattenlösliga sidor utåt mot omvärlden. Hydrofob interaktion är även viktig för bindning mellan olika proteiner i proteinkomplex, och mellan proteiner och andra molekyler i kroppen, och även för cellulosans egenskaper.